# Grammichele

Ubicació de Grammichele dins la província

Grammichele (sicilià Grammicheli) és un municipi italià, dins de la ciutat metropolitana de Catània. L'any 2008 tenia 13.488 habitants. Limita amb els municipis de Caltagirone, Licodia Eubea i Mineo.

## Administració
| Període | Identitat           | Partit      |
| ------- | ------------------- | ----------- |
| 2007-   | Giuseppe Compagnone | Centredreta |

## Galeria d'imatges

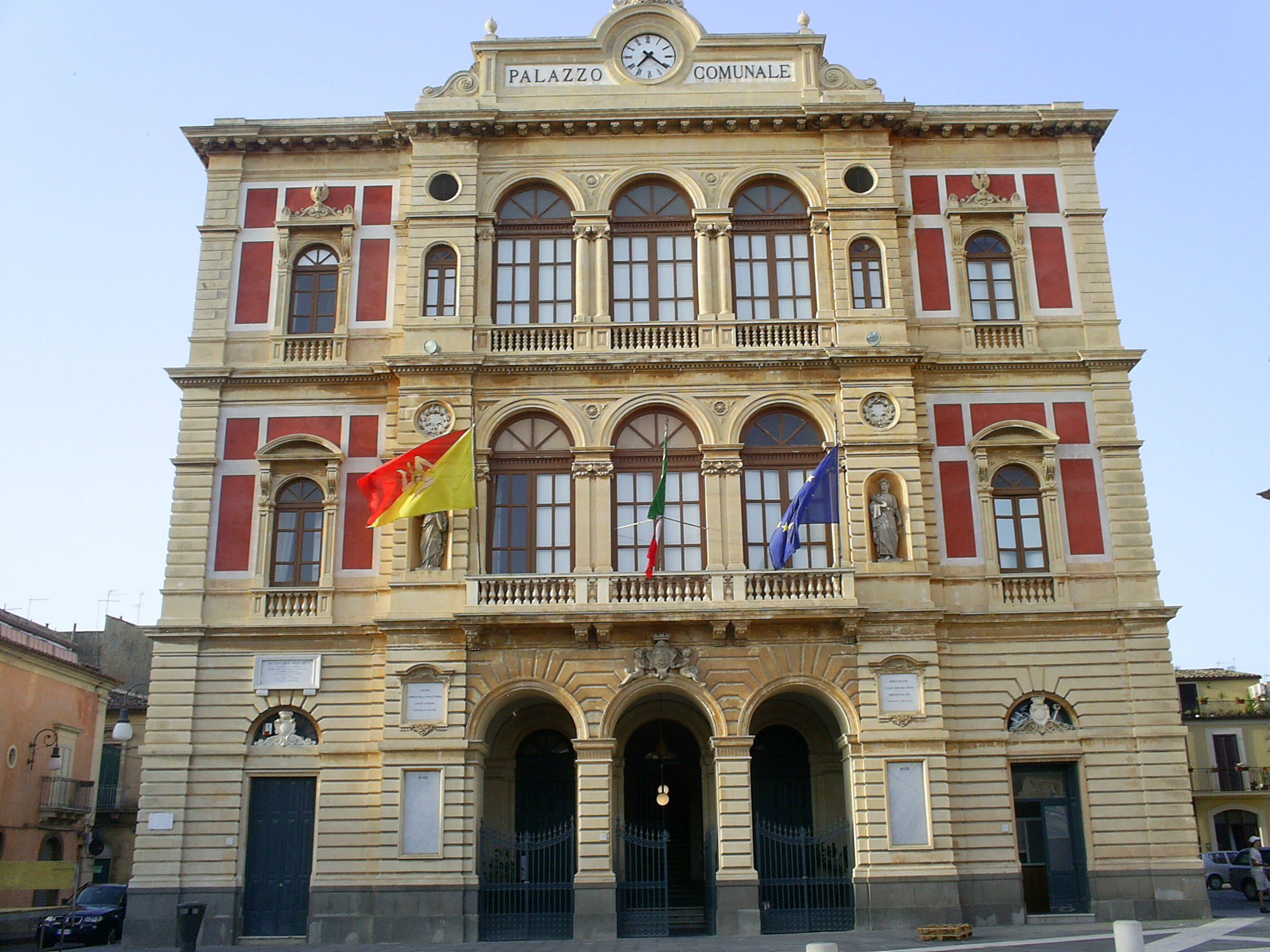
Ajuntament
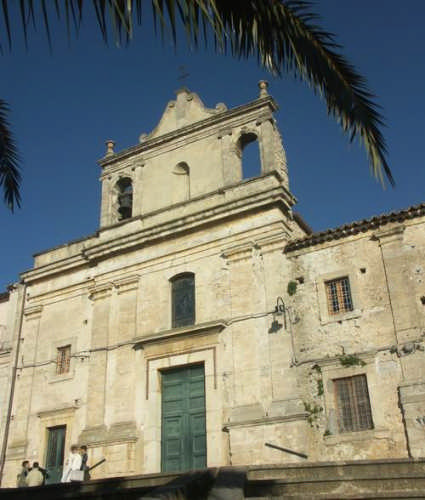
Església del Calvario
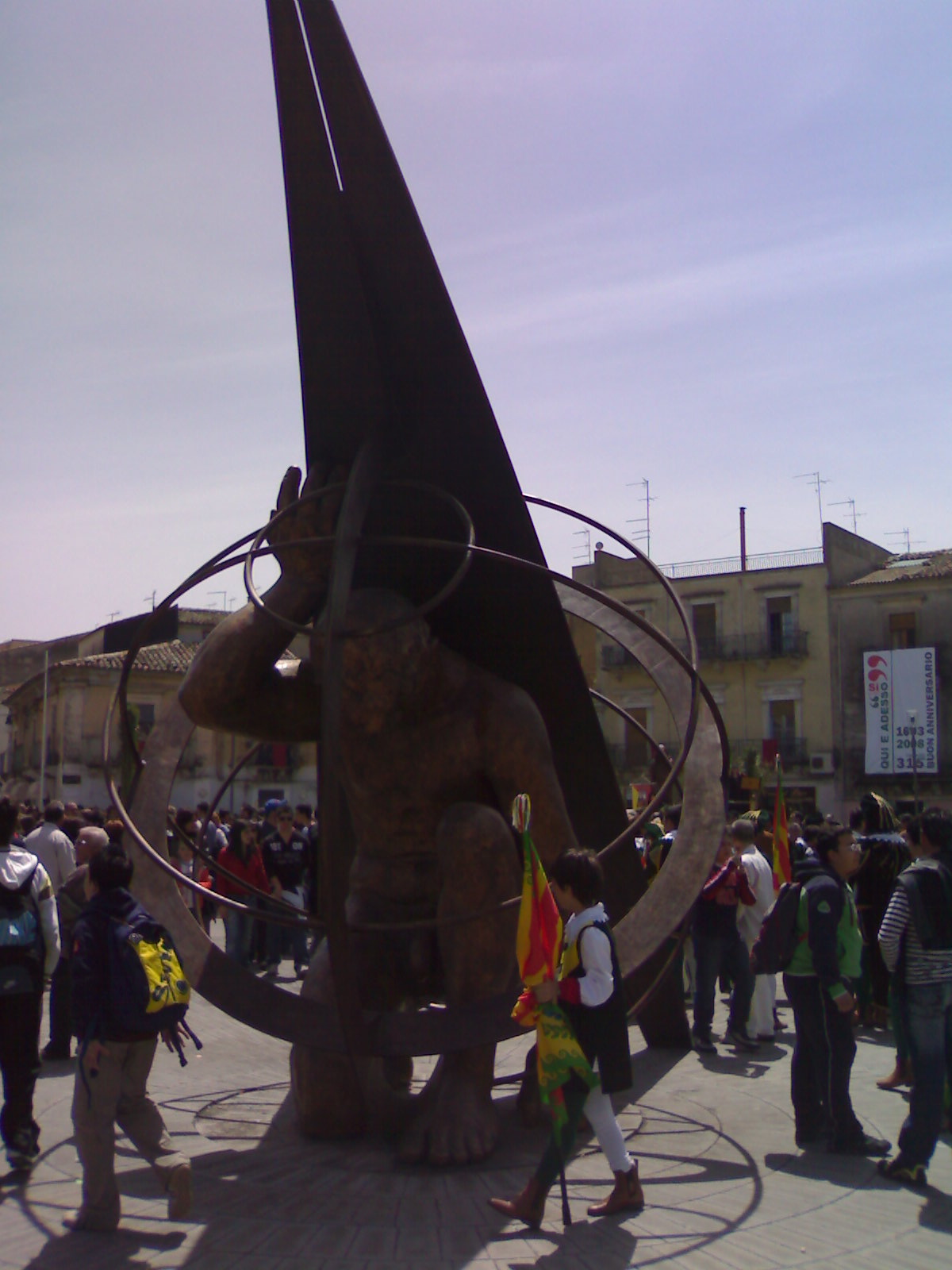
Meridiana al centre de la plaça